# 琴嘉
琴嘉（全名：JiJaYanin Vismitananda，1984年3月31日—），出生於泰國曼谷，是一位泰國女性武打演員。琴嘉在代表作的電影《致命巧克力》中使出大量泰拳、跆拳道及高難度的危險動作，因而聲名大噪，更獲得「泰國功夫小天后」之稱號。

## 個人風格及特色
琴嘉的功夫主要以跆拳道為主，拍攝電影過程中亦會親身上陣，做出危險的高難度動作，不會使用替身代替，因此拍攝時曾多次受傷。電影《致命巧克力》上映時獲得觀眾好評，票房也獲得成功。此外，琴嘉因強勁俐落的好身手成為新一代的動作演員，在國外亦繼東尼嘉之後，另一個能代表泰國的動作女演員。

## 電影作品
- 2008年《致命巧克力》
- 2009年《致命火鳳凰》
- 2011年《拳霸家族》[1]
- 2011年《致命風火輪》（This Girl Is Bad-Ass）[2]
- 2013年《冬蔭功2》
- 2019年《三重威脅之跨國大營救》

## 外部連結
- 琴嘉的Facebook專頁 （页面存档备份，存于）